# Máy trộn (nấu ăn)

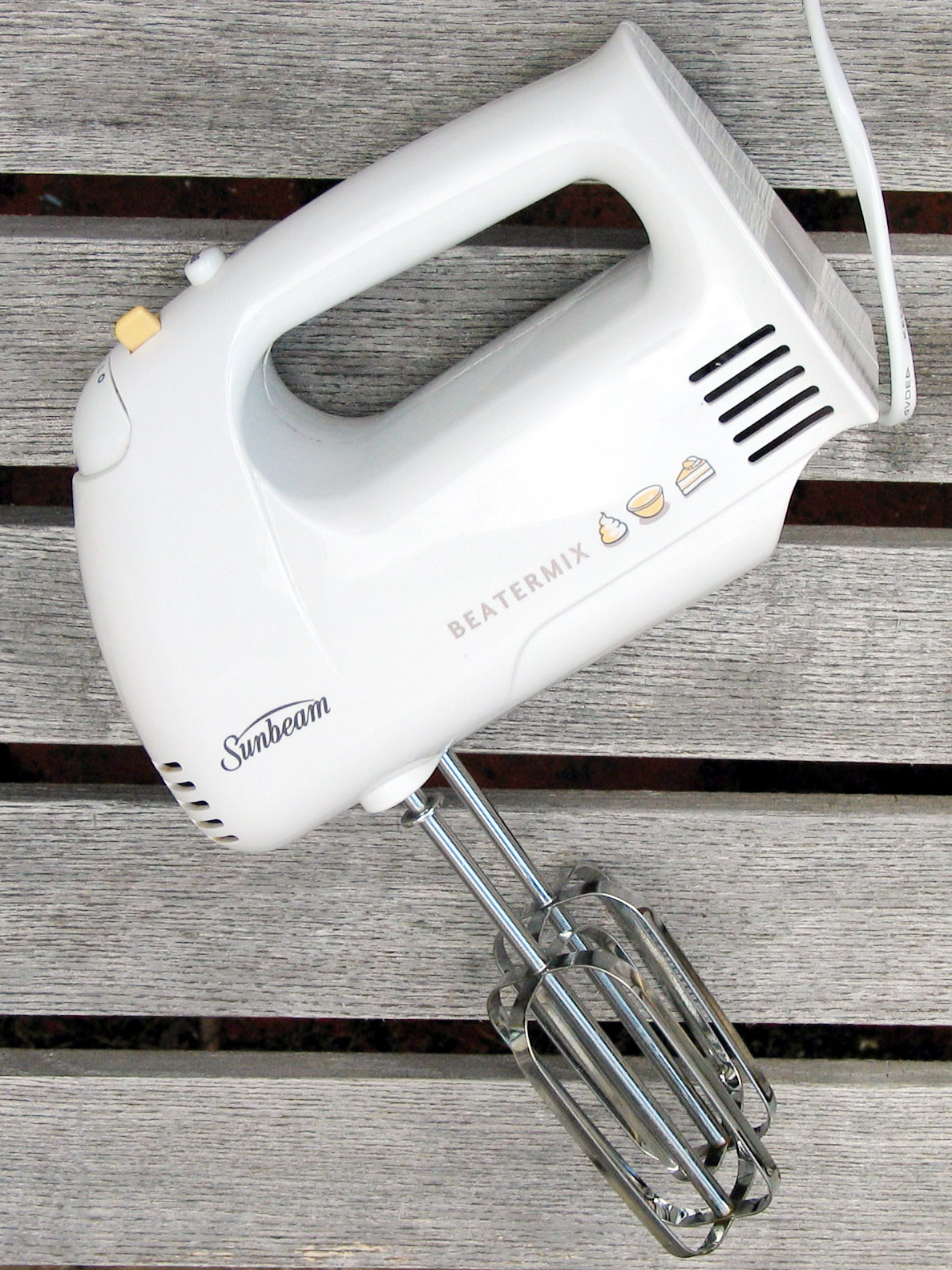
Máy trộn cầm tay

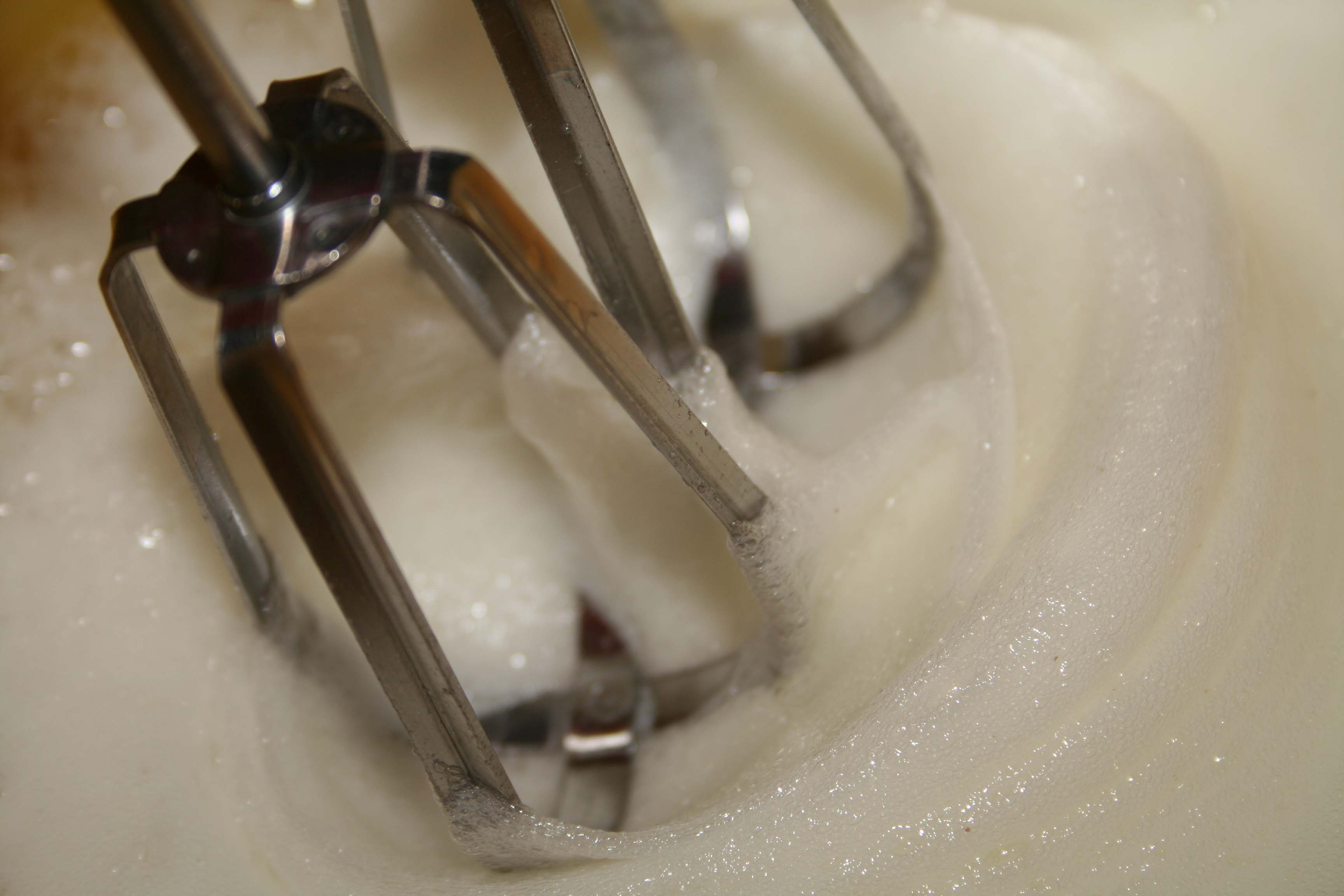
Máy đánh trứng

Máy trộn (tiếng Anh: mixer) là thiết bị nhà bếp dùng cho việc khuấy, trộn thức ăn. Máy này thường được dùng để đánh trứng, làm cho lòng đỏ và lòng trắng trứng quyện đều vào nhau.
Kiểu máy này lần đầu được ông Ralph Collier ra mắt vào năm 1856 tại Baltimore, Maryland, Mỹ.

## Hình ảnh

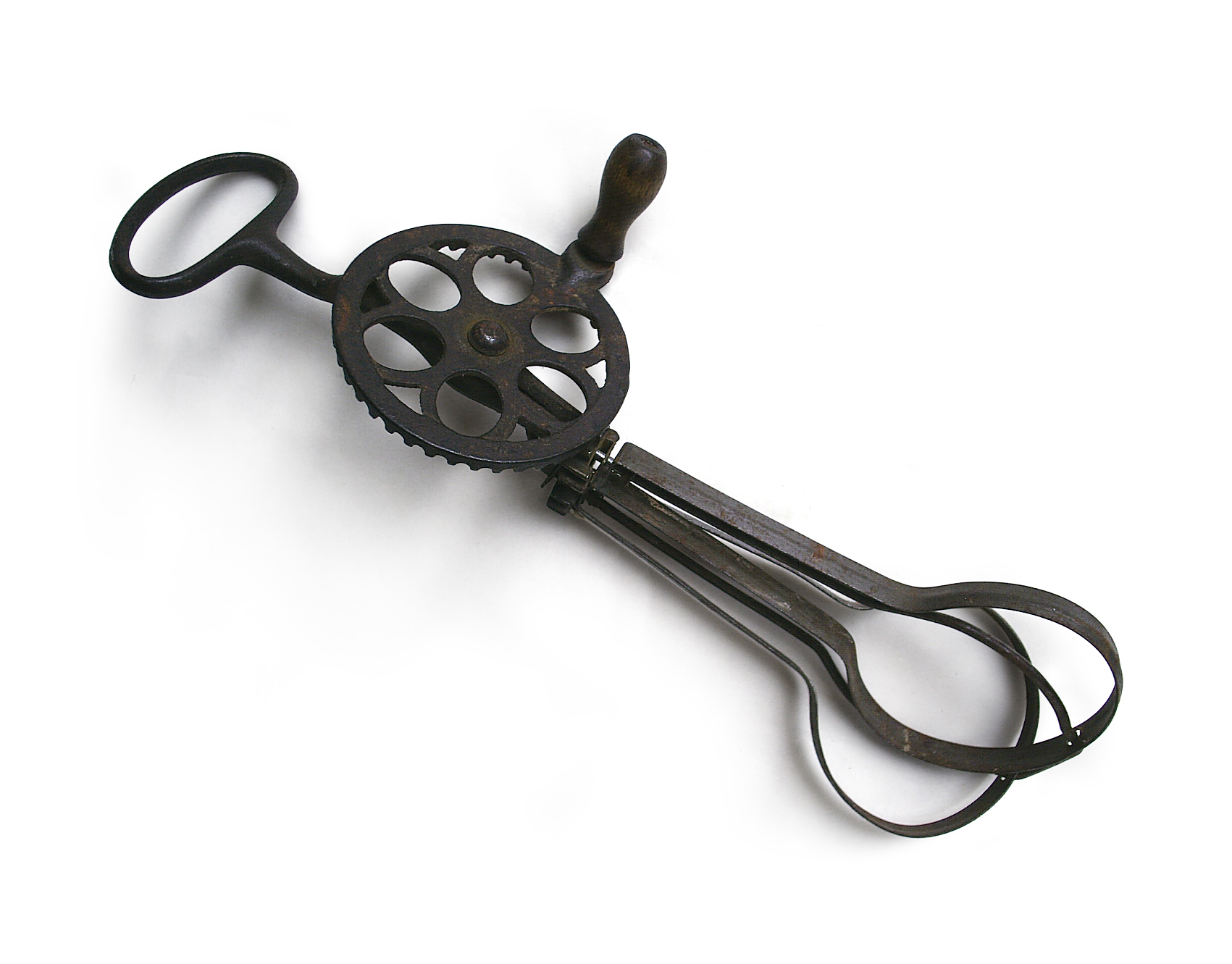
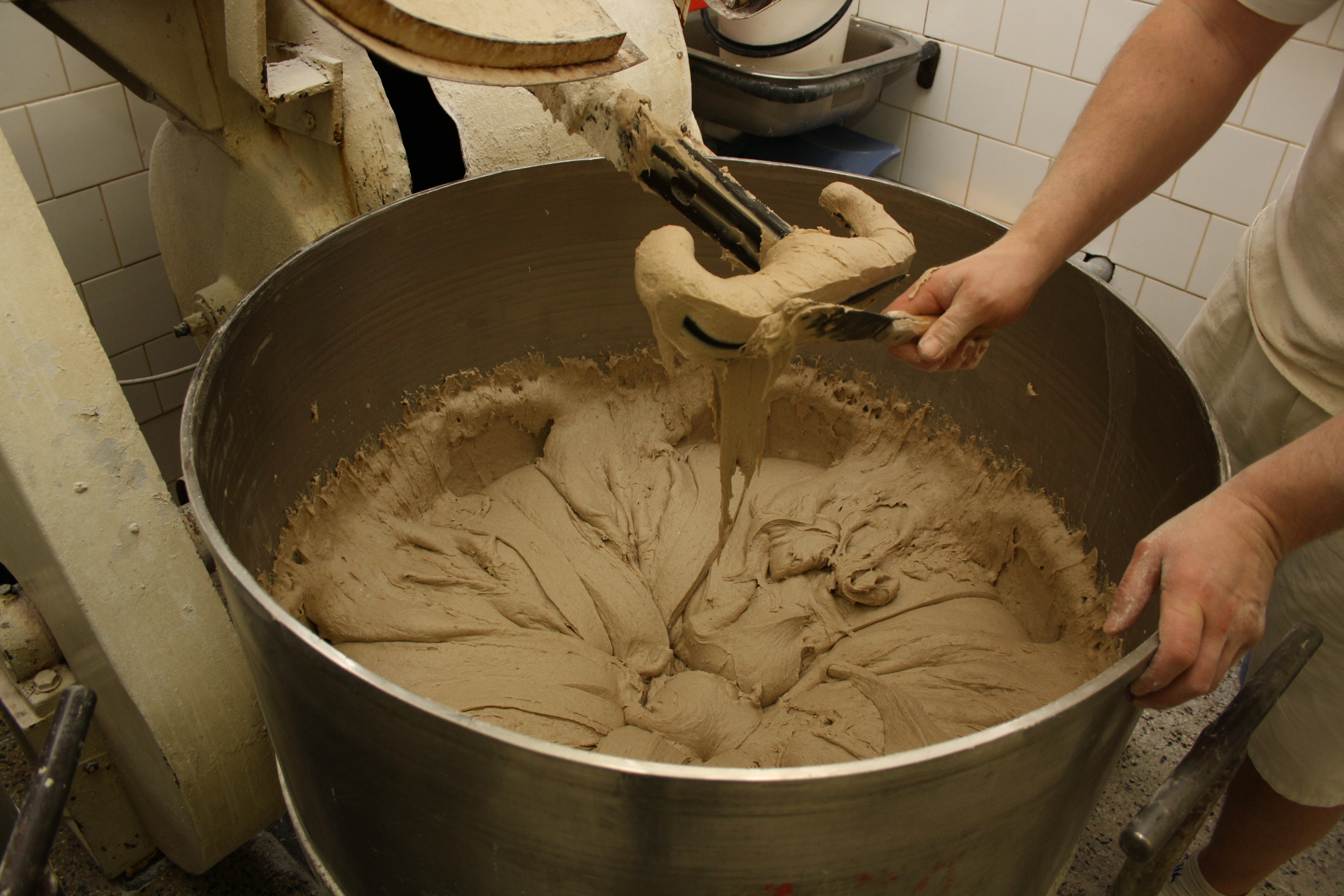